# N333 (België)
De N333 is een gewestweg in België tussen Elverdinge (N8) en de Franse grens bij Abele. De weg heeft een lengte van ongeveer 15 kilometer, waarvan de laatste 1,3 kilometer op de grens ligt tussen Frankrijk en België.
De gehele weg bestaat uit twee rijstroken voor beide rijrichtingen samen. Uitzondering hierop vormt in de plaats Poperinge hier is de weg voor een deel eenrichtingsverkeer. De route door Poperinge loopt samen in combinatie met de N308.

## Plaatsen langs N333
- Elverdinge
- Poperinge
- Abele (West-Vlaanderen)